# Tex Banwell
Keith Dream (Tex) Banwell (Newport, 8 oktober 1917 - Londen, 25 juli 1999) was een Brits militair in de Tweede Wereldoorlog. Hij is vooral bekend in zijn rol als dubbelganger van generaal Bernard Montgomery, zijn deelname aan een aanslag in Putten die leidde tot de beruchte razzia en zijn gevangenschap in Auschwitz.

## Levensloop

### Vroege jaren
Banwell was de zoon van een militair. Zijn vader diende bij de Australian Imperial Force. Zodoende woonde hij van 1920 tot 1936 in Australië. Terug in Engeland nam Banwell zelf dienst in het leger en kwam terecht bij de Coldstream Guards. Hij diende in Brits-Indië, Palestina en Egypte. In Egypte kreeg hij de bijnaam Tex. Na de uitbraak van de Tweede Wereldoorlog nam hij dienst bij de Britse Commando's in het Midden Oosten.

### Tobroek en Kreta
In 1942 werd Banwell bij Tobroek gevangen genomen door de Duitsers, maar slaagde er samen met een vriend in om een voertuig te stelen en veilig terug te keren naar de Britse linies. Tijdens een speciale missie op Kreta werd Banwell in de buurt van Iraklion voor een tweede keer gevangen genomen. Hij werd bewaakt door Max Schmeling, een voormalig wereldkampioen boksen bij de zwaargewichten. Wederom slaagde hij erin te ontkomen. Samen met een aantal anderen legde hij de hand op een landingsvoertuig en zette koers richting Afrika. De benzine raakte echter op en het duurde negen dagen voordat zij de kust bereikte.

### Dubbelganger van Montgommery
Banwell had drie maanden nodig om te herstellen van zijn zeetocht. Terwijl hij in het ziekenhuis lag werd door zijn meerderen opgemerkt dat hij wel erg sterk leek op generaal Bernard Montgomery. Banwell werd daarom in een generaalsuniform gestoken en als dubbelganger door Noord-Afrika gereden. De Britten hoopten op deze manier eventuele Duitse spionnen op het verkeerde been te zetten. Banwell raakte al snel verveeld met zijn nieuwe rol en nam dienst bij de nieuw gevormde 1e Luchtlandingsdivisie. 

### Slag om Arnhem
De divisie landde in september 1944 in de omgeving van Arnhem als onderdeel van Operatie Market Garden. De Britten hadden de taak de Rijnbrug in Arnhem in te nemen. Banwell had de rang van sergeant en leidde een peloton. Hij werd op 18 september gedropt op de Ginkelse Heide. Banwell verloor tijdens de Slag door Duits vuur een topje van zijn vinger. In Oosterbeek werd hij belast met de verdediging van het divisiehoofdkwartier in Hotel Hartenstein. In de nacht van 25 op 26 september 1944 ontsnapte het grootste deel van wat over was van de divisie over de Rijn. Er waren echter te weinig boten, waardoor Banwell achterbleef. Hij werd krijgsgevangen gemaakt in de ochtend daarna, net op het moment dat hij een gedropte voorraadmand opende die hij zojuist uit een boom had gehaald.
Als krijgsgevangene werd Banwell overgebracht naar een Duits verzamelkamp bij Stroe. Samen met de gliderpiloot Alan Kettley en luitenant Leo Heaps sprong het trio van een trein die hen naar Nazi-Duitsland moest brengen. Via via kwam het drietal op 30 september in contact met Ab Witvoet en Piet Oosterbroek, die leiding gaven aan een verzetsgroep in Putten. Op verzoek van het verzet bleef Banwell in Putten om instructies en ondersteuning te geven aan de lokale verzetsgroep, terwijl Heaps en Kettley de Rijn overstaken en ontsnapten.

### Aanslag in Putten
Banwell nam meteen in de nacht van 30 september op 1 oktober deel aan de overval op een Duitse auto. Hij hanteerde een Brengun die op een auto werd geïnstalleerd. Op het moment dat de auto naderde haperde de Brengun in eerste instantie. Mogelijk daardoor werd slechts een van de vier inzittenden gedood. Twee anderen konden ontkomen en de Duitse leiding in Harderwijk waarschuwen. Een vierde Duitser was gewond geraakt en gevangen genomen door de verzetsgroep, maar werd de volgende dag vrijgelaten. De verzetsman Frans Slotboom verloor ook het leven.
De daaropvolgende dag werd er in Putten een razzia gehouden waar een groot deel van de mannelijke bevolking werd gevangen genomen. Via Kamp Amersfoort werden zij overgebracht naar verschillende Duitse concentratiekampen. Van de meer dan zeshonderd man die werden gedeporteerd verloren 552 personen het leven. De leden van de verzetsgroep slaagden er allen, op een na die ook afgevoerd werd naar Duitsland, in te ontkomen. Banwell zat ondergedoken op de boerderij Enny's Hoeve bij Barneveld, maar deze werd platgebrand.

### Operatie Pegasus 2
In de nacht van 18 op 19 november 1944 nam Banwell deel aan Operatie Pegasus 2. Hierbij werd geprobeerd een grote groep geallieerde militairen en verzetsmensen dwars door de Duitse linies heen over de Rijn te zetten. Een maand eerder waren bij Operatie Pegasus 1 honderdveertig man veilig teruggekeerd achter de geallieerde linies. Operatie Pegasus 2 was echter minder goed georganiseerd. Door tijdsnood moest een deel van de route worden afgesneden, waardoor de groep rechtstreeks op de Duitsers afliep. Na een aantal vuurgevechten viel de groep uit elkaar en was het ieder voor zichzelf. Slechts een handjevol manschappen slaagde erin over de Rijn te komen.

### Arrestatie en transport naar Auschwitz
Banwell werd op 21 november samen met een Amerikaanse piloot op een binnenplaats in Wageningen aangehouden door een SS-patrouille. Dankzij de arrestatie van Berend Dijkman wist de Sicherheitsdienst over zijn betrokkenheid bij de aanslag in Putten. Dijkman was de RVV-districtscommandant van de noordwest-Veluwe, waar de verzetsgroep in Putten onder viel. Bij zijn arrestatie trof de SD ook zijn gehele persoonlijke archief aan, waardoor het een goed beeld kreeg van het verzet in de regio. Banwell werd naar Berlijn overgebracht, waar hij uitermate zwaar werd verhoord en een schijnexecutie onderging. Banwell werd uiteindelijk op transport gezet naar Auschwitz in Polen om "na te denken". Bij nadering van de Russen werd hij overgebracht naar een krijgsgevangenkamp in de buurt van Bad Fallingbostel in noordwest-Duitsland. Op het moment dat hij daar in maart 1945 door Sovjettroepen werd bevrijd had hij de helft van zijn lichaamsgewicht verloren.

### Naoorlogse jaren
Na de oorlog bleef Banwell tot 1971 in militaire dienst. Daarna vond hij werk bij de politie. In 1978 ging hij met pensioen. Hij bleef ook parachutespringen als hobby. Hij maakte zijn duizendste sprong in 1984 bij de herdenking op de Ginkelse Heide. Zijn laatste sprong maakte hij in 1994 bij de vijftigste herdenking.
Banwell werd in 1969 onderscheiden met de Medaille van het Britse Rijk. In 1982 ontving hij het Nederlandse Verzetsherdenkingskruis.

## Persoonlijk
Met zijn eerste vrouw, met wie hij in maart 1944 trouwde, kreeg hij drie kinderen. Zijn urn met daarin zijn as werd bijgezet op het Airborne War Cemetery in Oosterbeek.